# میمون شب سه‌نواره
میمون شب سه‌نواره (نام علمی: Aotus trivirgatus) نام یک گونه از سرده میمون‌های شب است.